# Poliamorija
Poliamorija (grč. πολύ [poly] — „više”, lat. amor — „ljubav”), odnosno višeljublje, predstavlja postojanje ljubavne želje, koja može a i ne mora da uključuje intimni odnos romantične i/ili seksualne prirode, sa više od jedne osobe. 
Poliamorija se razlikuje od poligamije u tome što odnos sa trećim partnerima ne uključuje ili ne mora uključivati brak.

## Literatura
- Bennett, Jessica. "Only You. And You. And You", Newsweek, July 29, 2009.
- Cook, Elaine. "Commitment in Polyamory", Electronic Journal of Human Sexuality, Volume 8, December 12, 2005.
- Davidson, Joy. "Working with Polyamorous Clients in the Clinical Setting", Electronic Journal of Human Sexuality, Volume 5, April 16, 2002. Also delivered to the Society for the Scientific Study of Sexuality, Western Regional Conference, April 2002.
- Emens, Elizabeth F. "Monogamy's Law: Compulsory Monogamy and Polyamorous Existence", New York University Review of Law & Social Change, Vol. 29, p. 277, 2004. Analyzes social and legal perspectives on polyamory.
- McCullough, Derek; Hall, David S. "Polyamory - What it is and what it isn't", Electronic Journal of Human Sexuality, Volume 6, February 27, 2003. Reviews some of the core beliefs, perspectives, practicalities, and references in polyamory.
- Newitz, Annalee. "Love Unlimited: The Polyamorists", New Scientist, 7 July 2006.
- Strassberg, Maura I. "The Challenge Of Post-Modern Polygamy: Considering Polyamory" Архивирано на веб-сајту  (24. мај 2006). Research analyzing monogamy, polygamy, polyfidelity and polyparenting and considers how polyfidelitous marriage might fit into Western culture within a Hegelian framework.
- Weitzman, Geri (2006). „"Therapy with Clients Who Are Bisexual and Polyamorous"”. Journal of Bisexuality. 6 (1–2): 137—64. doi:10.1300/J159v06n01_08. Архивирано из оригинала 18. 03. 2015. г. Приступљено 25. 08. 2018.

}-

## Spoljašnje veze
- Poliamorija na veb-sajtu  (језик: енглески)